# (2061) Anza
(2061) Anza (1960 UA) – planetoida z grupy Amora okrążająca Słońce w ciągu 3,41 lat w średniej odległości 2,26 au. Odkryta 22 października 1960 roku.